# Drosophila flavopinicola
Drosophila flavopinicola este o specie de muște din genul Drosophila, familia Drosophilidae, descrisă de Wheeler în anul 1954. Conform Catalogue of Life specia Drosophila flavopinicola nu are subspecii cunoscute.